# Zorglijn
Zorglijn is een term uit de scheepvaart. De zorglijn is een touw of ketting tussen het schip en het roer wat zorgt dat het roer, wanneer het losraakt uit zijn ophanging, niet wegdrijft of zinkt.
Vroeger werd in de binnenvaart vaak met een kettingoverbrenging van het stuurwiel naar het kwadrant gewerkt. Door de lijn op een bolder of kikker vast te zetten, met het stuurwiel de lijn strak te draaien en met een pal vast te zetten, kwam die stuurketting naar het kwadrant onder spanning te staan en rammelde niet meer. Vooral van belang om rustig op stroom voor anker goed te kunnen slapen.